# Rundbladigt oxbär
Rundbladigt oxbär (Cotoneaster rotundifolius) är en rosväxtart som beskrevs av Nathaniel Wallich och John Lindley. Rundbladigt oxbär ingår i släktet oxbär, och familjen rosväxter. Utöver nominatformen finns också underarten C. r. lanatus.